# Gudbrandsdalen

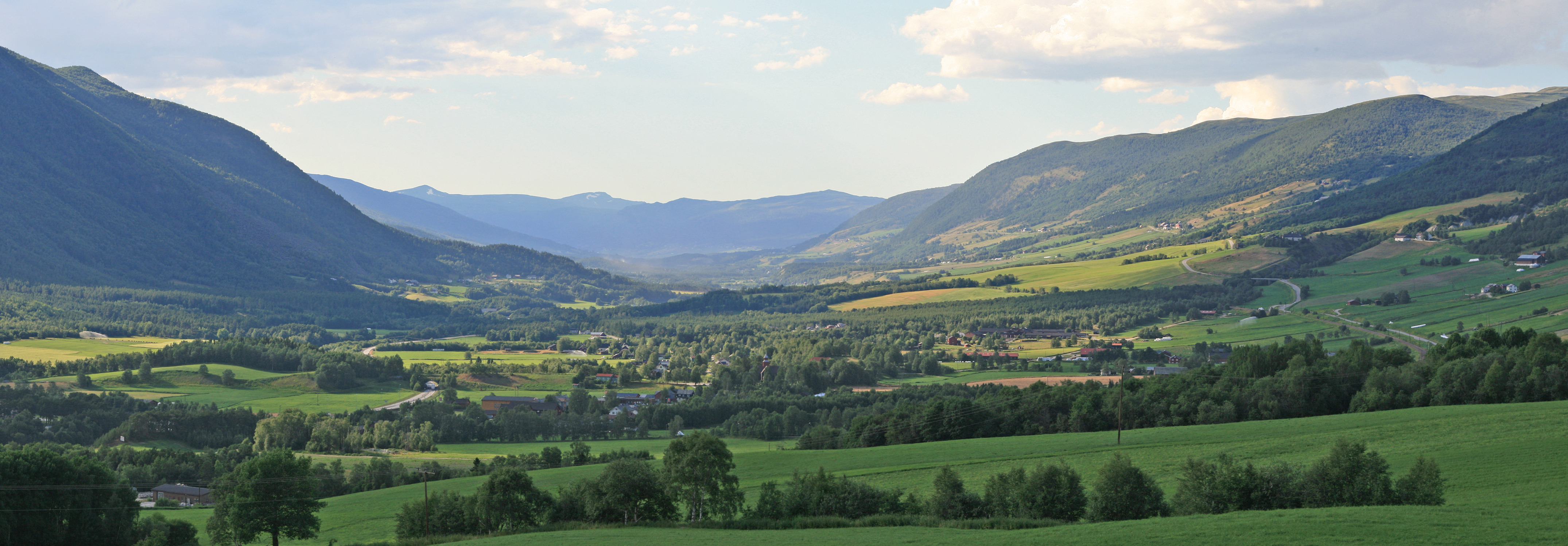
Dolina w 2008 roku widziana z centrum Dovre w kierunku północnym.

Gudbrandsdalen – dolina w norweskim okręgu Oppland, położona w kierunku północno-zachodnim od Lillehammer i jeziora Mjøsa, rozciągająca się na 230 kilometrów w kierunku Romsdalen.
Na obszarze doliny znajdują się takie gminy jak: Lesja, Dovre, Skjåk, Lom, Vågå, Sel, Nord-Fron, Sør-Fron, Ringebu, Øyer, Gausdal i Lillehammer.
Dolina Gudbrand obejmuje najbardziej suchy obszar w Norwegii. W Skjåk średnie roczne opady wynoszą zaledwie 278 mm. Na całej długości doliny płynie rzeka Gudbrandsdalslågen. Najwyższy punkt stanowi szczyt Galdhøpiggen (2469 m n.p.m.). 
Nazwa doliny bierze się od dowódcy wikingów Dale-Gudbrand'a, który według sag był tutaj potężnym wodzem w XI wieku. 